# Henning von Heydebreck
Henning Friedrich Sigismund von Heydebreck (* 2. Juni 1828 in Parnow, Kreis Fürstenthum; † 22. September 1904 in Potsdam) war ein preußischer Generalleutnant.

## Leben

### Herkunft
Henning entstammte der uradligen pommerschen Familie von Heydebreck. Er war ein Sohn des Herrn auf Parnow Friedrich von Heydebreck (1803–1873) und dessen Ehefrau Ulrike, geborene von Hellermann (1806–1880), eine Tochter des Landrats Wilhelm Casimir von Hellermann.

### Werdegang
Nach dem Besuch des Berliner Kadettenhauses wurde Heydebreck am 2. Mai 1846 als Portepeefähnrich dem 9. Infanterie-Regiment (gen. Colbergsches) der Preußischen Armee überwiesen. Am 25. Juni 1846 wechselte er mit der Versetzung in das 2. Kürassier-Regiment die Waffengattung und avancierte Mitte Februar 1847 zum Sekondeleutnant. Als solcher nahm er 1848 während des Krieges gegen Dänemark am Gefecht bei Schleswig und bei der Beschießung von Fredericia teil.
Von Oktober 1855 bis September 1857 war Heydebreck an die Militärreitschule kommandiert und stieg Ende Dezember 1857 zum Premierleutnant auf. Am 1. April 1859 folgte seine Kommandierung als Eskadronführer im 2. Schweren Landwehr-Reiter-Regiment in Pasewalk und Ende Juni 1859 die Beförderung zum Rittmeister. Daran schloss sich von Mitte Mai bis Anfang Juli 1860 eine Kommandierung zum 4. kombinierten Ulanen-Regiment sowie ab dem 1. Oktober 1860 als Lehrer an die Militärreitschule an. Unter Belassung in diesem Kommando wurde Heydebreck Ende Juni 1864 in das Ostpreußische Kürassier-Regiment Nr. 3 versetzt. Am 7. Mai 1866 wurde er dem 2. Pommerschen Ulanen-Regiment Nr. 9 aggregiert und war während des Deutschen Krieges Führer der Ersatz-Eskadron. Am 30. Oktober 1866 wurde Heydebreck als Eskadronchef in das Regiment einrangiert. Am 14. November 1868 avancierte er zum Major befördert und Mitte Juni 1869 wurde er als etatmäßiger Stabsoffizier in das 2. Brandenburgische Dragoner-Regiment Nr. 12 nach Frankfurt (Oder) versetzt.
In dieser Eigenschaft nahm Heydebreck während des Krieges gegen Frankreich 1870/71 an den Kämpfen bei Spichern, Woippy, Vionville, Gravelotte, Conneree, Nancray, Montbarrois, Gien-Saint Amand, Villeporcher, Villechauve, Beaune-la-Rolande, Orleans und Le Mans sowie der Belagerung von Metz. Für sein Wirken erhielt er das Eiserne Kreuz II. Klasse.
Nach dem Friedensschluss beauftragte man ihn unter Stellung à la suite am 26. Oktober 1872 zunächst mit der Führung seines Regiments. Am 22. März 1873 wurde er zum Oberstleutnant befördert und am 15. April 1873 zum Regimentskommandeur ernannt. Heydebreck stieg Anfang Juli 1875 zum Oberst auf und wurde am 12. März 1881 unter Stellung à la suite seines Regiments zum Kommandeur der 4. Kavallerie-Brigade in Bromberg ernannt. Nach seiner Beförderung zum Generalmajor war er ab dem 5. Juli 1883 Kommandeur der 3. Kavallerie-Brigade in Stettin und erhielt anlässlich des Ordensfestes im Januar 1884 den Roten Adlerorden II. Klasse mit Eichenlaub. In Genehmigung seines Abschiedgesuches wurde er am 11. März 1887 mit dem Charakter als Generalleutnant und mit Pension zur Disposition gestellt. Nach seiner Verabschiedung würdigte ihn Wilhelm I. am 17. September 1887 durch die Verleihung des Sterns zum Kronen-Orden II. Klasse.

### Familie
Heydebreck heiratete am 8. April 1858 in Zützen (Schwedt/Oder) Anna von Colmar (1837–1879), eine Schwester des Regierungspräsidenten Axel von Colmar-Meyenburg. Das Paar hatte mehrere Kinder:
- Claus (1859–1935), preußischer Oberst und Kommandeur des Dragoner-Regiments „von Arnim“ (2. Brandenburgisches) Nr. 12 ⚭ 1891 Hildegard von Wilamowitz-Moellendorff (1869–1947), Tochter von Hugo von Wilamowitz-Moellendorff
- Joachim (1861–1914), Kommandeur der Schutztruppe in Deutsch-Südwestafrika ⚭ Ruth von Werder (1881–1912), Witwe des Georg Selle († 1904)
- Ursula (1864–1941) ⚭ 1899 Paul von Heydebreck (1864–1910), Sohn von Richard von Heydebreck (1836–1910), preußischer Generalmajor
- Hans (1866–1935), preußischer Oberst ⚭ 1896 Emilie Lichtenberg (1869–1956)
- Marie (* 1877)

Nach dem Tod seiner ersten Frau heiratete er am 15. Mai 1883 in Simkau, Kreis Schwetz Karoline von Holtzendorff (1848–1922) verwitwete Woldeck von Arneburg. Das Paar hatte einen Sohn:
- Georg-Adrian (1884–1914) ⚭ 1907 Paula Roesicke (1884–1961)